# چهکندوک (بیرجند)
چهکندوک یک روستا در ایران است که در دهستان باقران واقع شده‌است. چهکندوک ۱۹ نفر جمعیت دارد.حضرت آدم اولین جایی که قدم گذاشت اند در چهکندوک بوده است